# آککولوو
آککولوو (به لاتین: Akkulevo) یک منطقهٔ مسکونی در روسیه است که در باشقیرستان واقع شده‌است.